# アプトロニム
アプトロニム（英：Aptronym）とは、偶然その人物の特徴（地位や職業など）を表す人名である。アプトニム（Aptonym）やユーオニム（Euonym）とも。

## 概要
ブリタニカ百科事典では、「Aptronym」は作家フランクリン・P・アダムスによる造語で、「Patronym（父称）」を適切という意味の形容詞「apt」が含まれるように並べ替えたものとされる。また、オックスフォード英語辞典によると、1921年の辞書にはすでに立項されており、「職業を示す姓（例：ガラス職人のグラス氏）」という語釈がつけられていた。
心理学者のカール・グスタフ・ユングは著書『Synchronicity』のなかで「人名とその人の特徴との間には、とても奇妙な偶然の一致が見られるときがある。」と述べている。
アプトロニムとは反対に、その人の特徴と対義になっている名前を指すものはイナプトロニム（英：Inaptronym）といい、ワシントン・ポストの記者ジーン・ウェインガーテンによって提唱された。

## アプトロニムの例
ここでは日本語版記事がウィキペディアに存在する人名を中心に例を挙げる。

### 日本語同士で関連があるもの
| 人名       | 職業など         | 解説 |
| ---------- | ---------------- | --- |
| 天達武史   | 気象予報士       | 「天気の達人」を想起させるという理由で、『情報プレゼンター とくダネ!』で起用された。                     |
| 有馬頼寧   | 政治家           | 日本中央競馬会2代目理事長を務め、現在の有馬記念を創設するなど競馬の普及に尽力した。                      |
| 円満字二郎 | 漢字研究者       | 漢字・漢詩の研究を行う。                                                                                 |
| 大山行男   | 写真家           | 山岳写真、特に富士山を撮った作品の第一人者                                                               |
| 神野大地   | 陸上競技選手     | 青山学院大学陸上競技部時代に箱根駅伝に出場。 第５区で区間記録（当時）を樹立し「3代目山の神」と呼ばれた。 |
| 亀崎直樹   | 動物学者         | ウミガメの研究に注力し、国際ウミガメ学会理事を務める。                                                   |
| 辛島昇     | 歴史学者         | インドや南アジアの歴史研究で功績を残し、パドマ・シュリー勲章（インド国家勲章）を授与された。             |
| 高山たつ   | -                | 小谷三志に同行し、女性として初めて富士山を登頂した。                                                     |
| 則定衛     | 弁護士           | 検察官時代に法務省事務次官や東京高等検察庁検事長などを歴任した。                                         |
| 晴山紋音   | 気象予報士       | 『NHKニュース7』気象キャスター                                                                           |
| 藤川球児   | プロ野球選手     | 年間セーブ数のセ・リーグ最多タイ記録を樹立するなど、抑え投手として活躍した。                             |
| 辨野義己   | 生物学者         | 腸内細菌に関する研究の第一人者                                                                           |
| 星出彰彦   | 宇宙飛行士       | 国際宇宙ステーション長期滞在を複数回経験し、民間宇宙船クルードラゴンにも搭乗した。                       |
| 増岡弘     | 声優・ナレーター | テレビアニメ『サザエさん』でフグ田マスオ役を担当した。                                                   |
| 矢倉規広   | 将棋棋士         | 将棋には矢倉囲いという戦法がある。                                                                       |
| 柳田理科雄 | 作家             | SF作品の描写を科学的に考察する書籍『空想科学読本』を著した。                                             |
| 山田昇     | 登山家           | 8000メートル峰14座中９座を登頂した。                                                                     |

### 外国語同士で関連があるもの
| 人名                                                                              | 職業など             | 解説 |
| --------------------------------------------------------------------------------- | -------------------- | --- |
| アレクサンダー・グラハム・ベル Alexander Graham Bell                              | 科学者・発明家       | 実用的な電話を世界で初めて発明した。                                                                                      |
| ダグ・バウザー Doug Spencer Bowser                                                | 実業家               | Nintendo America 4代目社長 「Bowser」はマリオシリーズのキャラクター「クッパ」の英語名                                     |
| マーガレット・スミス・コート Margaret Smith Court                                 | テニス選手           | 女子選手としてオープン化以降初めての年間グランドスラムを達成した。                                                        |
| カッター・クロフォード Kutter Martin Crawford                                     | プロ野球選手         | カット・ファスト・ボール(Cutter)を投げる。                                                                                |
| セシル・フィルダー Cecil Grant Fielder プリンス・フィルダー Prince Semien Fielder | プロ野球選手         | 親子ともメジャーリーグでプレイした。                                                                                      |
| ジョージ・マクガヴァン George Stanley McGovern                                    | 政治家               | 民主党から1972年アメリカ合衆国大統領選挙に出馬した。                                                                      |
| ボブ・ロック Bob Rock                                                             | 音楽プロデューサー   | メタリカやエアロスミスなど、著名なロックバンドの作品を手掛ける。                                                          |
| マリリン・ボス・サバント Marilyn vos Savant                                       | コラムニスト         | 「最も高い知能指数(IQ)を持つ人物」としてギネス世界記録に認定された。 「Savant」には「学識が豊富な人物」という意味がある。 |
| スコット・スピード Scott Speed                                                    | レーシングドライバー | F1をはじめとする様々なカテゴリーに参戦                                                                                    |
| ウィリアム・ワーズワース William Wordsworth                                       | 詩人                 | 『序曲』などロマン派の作品を残した。                                                                                      |
| タイガー・ウッズ Eldrick Tiger Woods                                              | プロゴルファー       | PGAツアー82勝などの実績を持つ。 「ウッド」は木製のヘッドを持つゴルフクラブの通称。                                        |

### 日本語と外国語で関連があるもの
| 人名                                                  | 職業など   | 解説                                                                                |
| ----------------------------------------------------- | ---------- | ----------------------------------------------------------------------------------- |
| ロマン・アブラモヴィッチ Roman Arkadievich Abramovich | 実業家     | 石油事業で成功を収めた。                                                            |
| ミカエル・キングズベリー Mikaël Kingsbury             | スキー選手 | 2018年平昌オリンピック男子モーグル金メダル                                          |
| スシ・プジアストゥティ Susi Pudjiastuti               | 政治家     | インドネシア海洋水産大臣 違法操業を行う外国籍漁船を取り締まり、漁獲量を回復させた。 |
| コンドリーザ・ライス Condoleezza Rice                 | 政治家     | 米国元国務長官                                                                      |

### イナプトロニム
| 人名                                                  | 職業など     | 解説                                             |
| ----------------------------------------------------- | ------------ | ------------------------------------------------ |
| バレリー・アダムズ（旧姓：ビリ） Valerie Adams (vili) | 陸上競技選手 | 砲丸投で世界選手権4連覇を達成した。              |
| 法華津寛                                              | 馬術選手     | 史上最高齢でオリンピック日本代表選手に選ばれた。 |